# 蒂霍米尔·弗拉涅什
蒂霍米尔·弗拉涅什（1977年11月10日—），克罗地亚男子水球运动员。他曾代表克罗地亚国家队参加2004年夏季奥林匹克运动会水球比赛，获得第10名。